# Spoorwegtunnel Vierpaardjes
De spoorwegtunnel Vierpaardjes is een onderdoorgang onder de spoorlijn Maastricht - Venlo en de spoorlijn Venlo - Viersen in de Nederlandse plaats Venlo.
In december 2015 vond het ministerie van Infrastructuur en Milieu een ondertunneling van de overweg nog te duur. Het ministerie pleitte destijds nog voor een andere oplossing. In juni 2015 werd echter nog gesteld dat er een oplossing voor het tunnelprobleem zou komen. Het ministerie draagt 9 miljoen euro bij aan de totale kosten. Er wordt echter ook gesproken van een ministeriële bijdrage van 18 miljoen euro.
In augustus 2016 werden er in de Tweede Kamer der Staten-Generaal vragen gesteld naar een oplossing voor het overwegprobleem aan de Vierpaardjes.
In oktober 2019 werden er eveneens Kamervragen gesteld over de Vierpaardjes, waarbij het ministerie aangaf garant te staan voor een deel van de totale kosten.
De voorbereidende werkzaamheden voor aanleg van de tunnel zijn begonnen in 2023, en de tunnel zou gereed moeten zijn in 2025. De civiele aannemer is Mobilis.
in februari 2023 dreigden enkele bewoners van de straat van wie de woning onteigend zou worden met een cassatiezaak. Nadat de gemeente een akkoord had bereikt met deze inwoners heeft deze cassatiezaak niet plaatsgevonden. Een maand eerder besliste de rechter dat onteigening van de eerste woningen was toegestaan. Tegen het einde van februari 2023 kreeg de gemeente Venlo echter wederom te maken met tegenstand: dit keer waren het een paar bedrijven die het veld moeten ruimen voor de aanleg van de tunnel.
Op 30 mei 2023 is er een zogeheten nulmeting gehouden, een bouwkundige meting van de woningen.
Verwacht wordt, dat de tunnel in 2025 in gebruik kan worden genomen.